# David Johnson (Footballspieler)
David Johnson (* 16. Dezember 1991 in Memphis, Tennessee) ist ein ehemaliger US-amerikanischer American-Football-Spieler auf der Position des Runningbacks. Er spielte College Football an der University of Northern Iowa, bevor er im NFL Draft 2015 von den Arizona Cardinals ausgewählt wurde, für die er bis 2019 in der National Football League (NFL) aktiv war. Anschließend spielte er für die Houston Texans und die New Orleans Saints.

## Frühe Jahre
Johnson besuchte die Clinton High School in Clinton, Iowa, wo er neben Football auch Basketball und Leichtathletik ausübte. Für die "River Kings" spielte er als Runningback und Defensive Back und stellte Schulrekorde für die meisten erzielten Touchdowns, in einer Saison sowie in einem Spiel, und für die meisten gefangenen Pässe und Yards über die gesamte High-School-Karriere auf.

## College
Von 2010 bis 2014 war er Student an der University of Northern Iowa, wo er ab 2011 für die Panthers Football spielte. Außer in seinem Freshmanjahr erlief er in jeder Spielzeit mehr als 1000 Yards Raumgewinn. Als Senior gelangen ihm in 287 Versuchen 1.553 Yards und 17 Touchdowns. Er stellte in seiner Collegekarriere Schulrekorde für insgesamt erlaufene Yards und Touchdowns sowie durch Lauf- und Passspiel erzielten Raumgewinn auf.

## NFL

### 2015
Im NFL Draft 2015 wählten die Arizona Cardinals Johnson in der dritten Runde als 86. Spieler und siebten Runningback des Drafts aus. Er unterschrieb am 18. Mai 2015 einen Vierjahresvertrag über 2,9 Millionen US-Dollar. Er begann seine Rookiesaison als vierter Runningback hinter Andre Ellington, Chris Johnson und Stepfan Taylor. Zu seinem ersten Einsatz kam er beim Saisonauftakt gegen die New Orleans Saints, als er seinen einzigen gefangenen Pass in einen 55-Yards-Touchdown verwandelte. Auf Grund der Verletzung Ellingtons erhielt er in den folgenden Spielen mehr Einsatzzeit und ihm gelang am zweiten Spieltag gegen die Chicago Bears sein erster erlaufener Touchdown. Seine erste Partie von Beginn an spielte er am 6. Dezember 2015, nachdem sich Chris Johnson ebenfalls verletzte. Ihm gelangen beim 27:3-Sieg gegen die St. Louis Rams 99 erlaufene Yards und zwei Passfänge für 21 Yards und ein Touchdown. Zwei Wochen später stellte er gegen die Philadelphia Eagles mit 189 Laufyards und 3 Touchdowns persönliche Bestwerte auf. Johnson ist der erste Rookie, der in seinen ersten beiden Spielen einen erlaufenen, einen gefangenen und einen Kickoff-Return-Touchdown erzielte.

### 2016
In der Saison 2016 startete Johnson in jedem Regular-Season-Spiel der Cardinals und kam so insgesamt auf 1.239 erlaufene Yards und 16 Touchdowns sowie auf 879 gefangene Yards und 4 Touchdowns.

### 2017
Gleich am ersten Spieltag der Saison 2017 verletzte sich Johnson gegen die Detroit Lions am Handgelenk und musste operiert werden. In der Folge wurde er von den Cardinals auf die Injured Reserve List gesetzt und verpasste den gesamten Rest der Saison.

### 2018
Johnson erweiterte seinen Vertrag um 3 weitere Jahren mit den Cardinals am 8. September 2018. Dieser Vertrag ist mit 39 Millionen US-Dollar dotiert.

### 2020
Im Rahmen eines Trades gaben die Cardinals Johnson zusammen mit einem Zweitrundenpick im Austausch gegen Wide Receiver DeAndre Hopkins an die Houston Texans ab.

### 2022
Am 16. November 2022 nahmen die New Orleans Saints Johnson für ihren Practice Squad unter Vertrag.

### Karriereende
Nachdem er in der Saison 2023 nicht gespielt hatte, gab Johnson im Mai 2024 sein Karriereende bekannt.

## NFL-Karrierestatistik
| 2015            | Arizona Cardinals  | 16 | 5  | 125   | 581   | 4,6 | 47T | 8  | 36  | 457   | 12,7 | 55T | 4  | 22 | 598 | 27,2 | 108T | 1 | 4  | 1 |
| 2016            | Arizona Cardinals  | 16 | 16 | 293   | 1.239 | 4,2 | 58T | 16 | 80  | 879   | 11,0 | 58  | 4  | -  | -   | -    | -    | - | 5  | 3 |
| 2017            | Arizona Cardinals  | 1  | 1  | 11    | 23    | 2,1 | 6   | 0  | 6   | 67    | 11,2 | 24  | 0  | -  | -   | -    | -    | - | 2  | 1 |
| 2018            | Arizona Cardinals  | 16 | 16 | 258   | 940   | 3,6 | 53  | 7  | 50  | 446   | 8,9  | 40  | 3  | -  | -   | -    | -    | - | 3  | 2 |
| 2019            | Arizona Cardinals  | 13 | 9  | 94    | 345   | 3,7 | 18  | 2  | 36  | 370   | 10,3 | 31  | 4  | 1  | 24  | 24,0 | 24   | 0 | 1  | 1 |
| 2020            | Houston Texans     | 12 | 12 | 147   | 691   | 4,7 | 48  | 6  | 33  | 314   | 9,5  | 32  | 2  | -  | -   | -    | -    | - | 2  | 1 |
| 2021            | Houston Texans     | 13 | 4  | 67    | 228   | 3,4 | 15  | 0  | 32  | 225   | 7,0  | 16  | 1  | -  | -   | -    | -    | - | 1  | 0 |
| 2022            | New Orleans Saints | 5  | 0  | 12    | 24    | 2,0 | 5   | 0  | 4   | 47    | 11,8 | 21  | 0  | -  | -   | -    | -    | - | 1  | 1 |
| Total           | Total              | 92 | 63 | 1.007 | 4.071 | 4,0 | 58  | 39 | 277 | 2.805 | 10,1 | 58  | 18 | 23 | 622 | 27,0 | 108  | 1 | 19 | 9 |
| Quelle: NFL.com |                    |    |    |       |       |     |     |    |     |       |      |     |    |    |     |      |      |   |    |   |